# Aparanise Guete
Aparanise Guete (em armênio: Ապարանից Գետ; romaniz.: Aparanic’ Get, lit. "Rio de Aparã") era uma aldeia do distrito (gavar) de Seluque, na província de Siúnia, no Reino da Armênia. Devia estar situada perto das atuais aldeias de Anguelacote e Xalate, no município de Sissiã, na província de Siunique da Armênia, sobre o rio Apabã, um tributário direito do rio Vorotã. No século XIII, pagou 10 unidades de imposto ao Mosteiro de Tateve.